# Coqueiro Baixo
Coqueiro Baixo é um município brasileiro do estado do Rio Grande do Sul. Sua população estimada em 2010 era de 1.528 habitantes.
É um município da Região Alta do Vale do Taquari, desmembrado do município de Nova Bréscia e Relvado, através da Lei Estadual n.º 10.765, de 16 de abril de 1996 e instalado em 1º de janeiro de 2001.

## História

### Demografia
A colonização italiana deixou marcas em todas as comunidades do município. Isso é percebido pelas edificações de igrejas e de vários capitéis religiosos que manifestam também a fé pelo catolicismo pregado até hoje pela maioria da população. As marcas da colonização também se manifestam na alimentação, no modo de falar, viver e principalmente nas diversões, destacando-se o Festival da Canção Italiana.

## Educação
O município possui três escolas municipais de ensino fundamental, duas escolas municipais de educação infantil, além de quatro escolas estaduais de ensino fundamental. Além disso, auxilia os estudantes de ensino médio e universitário, uma vez que o município não possui esses níveis de ensino em seu território.